# John Newman (Eishockeyspieler)
John Michael Newman (* 24. April 1910 in Ottawa, Ontario; † 17. April 1967) war ein kanadischer Eishockeyspieler, der im Verlauf seiner aktiven Karriere zwischen 1928 und 1940 unter anderem neun Spiele für die Detroit Falcons in der National Hockey League auf der Position des linken Flügelstürmers bestritten hat. Hauptsächlich spielte er aber in den International Hockey League.

## Karriere
Newman spielte bis 1928 zunächst in seiner Geburtsstadt Ottawa in der kanadischen Provinz Ontario, wo er für die Ottawa Shamrocks in der Ottawa City Hockey League auflief, ehe er sich zur Saison 1929/30 für die folgenden vier Jahre den Detroit Olympics anschloss, die in der International Hockey League aktiv waren. Während dieser Zeit wurde der variabel als linker Flügelspieler oder Mittelstürmer einsetzbare Newman in der Spielzeit 1930/31 für neun Partien bei den Detroit Falcons aus der National Hockey League eingesetzt.
Vor Beginn der Saison 1933/34 verließ Newman durch ein Transfergeschäft Detroit und stand fortan für die Buffalo Bisons in der IHL auf dem Eis. Zeitweise bestritt er in der Spielzeit 1934/35 auch einige Partien für die Cleveland Falcons in derselben Liga, verbrachte aber letztlich bis zum Sommer 1936 drei Jahre in Buffalo. Darunter auch einige Spiele nach dem Wechsel des Klubs in die International-American Hockey League zu Beginn der Saison 1936/37. Im Verlauf des Spieljahres verließ der Stürmer Buffalo, das sich finanziell übernommen hatte und nach elf Partien den Spielbetrieb einstellte, und schloss sich für den Rest der Saison den Seattle Seahawks aus der Pacific Coast Hockey League an. Zur Saison 1937/38 kehrte Newman nach Detroit zurück, wo er seine Karriere bis 1940 bei den Detroit Pontiac McLeans in der Michigan-Ontario Hockey League ausklingen ließ.
Newman verstarb im April 1967 eine Woche vor seinem 57. Geburtstag.